# Antonio Cabrera
Antonio Cabrera (1928 – ?) válogatott paraguayi labdarúgóhátvéd.

## Pályafutása
1946 és 1953 között a Club Libertad, 1954–55-ben a brazil Bangu labdarúgója volt. 1956–57-ben a Club Libertad csapatában fejezte be az aktív játékot.
1949 és 1954 között tíz alkalommal szerepelt a paraguayi válogatottban, melyen tagjaként részt vett az 1950-es brazíliai világbajnokságon. Tagja volt az 1953-as Copa América győztes csapatnak.

## Sikerei, díjai
Paraguay
- Copa América
  - aranyérmes: 1953